# Léviathan de Parsonstown
Le Léviathan de Parsonstown est un télescope de 183 cm situé à Birr Castle, Birr, Irlande. Parsonstown est le nom anglais de la commune de Birr.

## Caractéristiques
William Parsons 3e comte de Rosse construit ce télescope pour succéder à son 36 pouces. Le télescope est composé d'un tube de 17 mètres suspendu entre deux murs de 15 mètres de hauteur. Le miroir fait 72 pouces (183 cm) de diamètre. Sa construction débute vers 1843 et dure deux ans. La grande famine empêche une utilisation régulière du télescope avant 1847. Le déplacement du tube verticalement possède un angle de liberté (site) de 90 degrés. Il est beaucoup plus restreint horizontalement (gisement), la poursuite d'un objet pouvant se faire pendant 50 minutes pour le suivi d'un objet proche de l'horizon jusqu'à deux heures pour un objet au zénith. À l'époque c'est le plus grand télescope au monde et il le reste pendant plus de soixante ans jusqu'à la construction du Hooker de 100 pouces au Mont Wilson qui entre en service en 1908.
Le miroir est en bronze et pèse plus de trois tonnes. La fabrication est un exploit de fonderie étant donné que le seul combustible alors disponible est la tourbe. Cet alliage ayant le désavantage de se ternir assez rapidement dans l'humide climat irlandais, il faut le repolir à intervalle régulier. À cette fin, deux miroirs ont été construits : pendant que l'un est utilisé, l'autre est en cours de repolissage, l'échange de miroir intervenant tous les six mois.

## Utilisation
Les performances du télescope sont exceptionnelles pour l'époque, meilleures même que celles qui en étaient attendues. Pour la première fois des objets de magnitude 18 ont pu être observés. La structure spiralée de certaines galaxies a ainsi pu être observée, la résolution de ces objets, alors classifiés dans les nébuleuses, en étoile individuelle ne s'est faite que dans les années 1920. Toutefois le ciel irlandais n'est pas très propice à l'observation astronomique et, en moyenne, seulement 60 nuits d'observation par an sont possibles dans de bonnes conditions.
William Parsons embauche des astronomes professionnels pour utiliser le léviathan, d'abord Robert Stawell Ball puis John Dreyer qui l'utilise pour commencer la compilation du New General Catalogue. Une des avancées les plus notables permises par cet instrument est la résolution de M51 puis M99 en une structure spiralée.
Malgré ses dimensions impressionnantes, le télescope devient brutalement obsolète vers 1885, avec le développement de la photographie. En effet, avec la possibilité d'observer avec de longs temps de pose, l'astrophotographie repousse brutalement les limites de l'observation. Or la très faible mobilité en azimut du télescope ne lui permet pas de fixer longtemps, et de manière stable, un objet astronomique. En outre, le matériau constituant le miroir, c'est-à-dire le bronze, est nettement moins réfléchissant que les miroirs argentés en verre que Justus von Liebig met au point en 1835 : ses 183 cm de diamètre sont un record qui ne sera dépassé qu'avec des miroirs de verre.
Le télescope a été utilisé jusque dans les années 1890. Après la mort de Lawrence Parsons en 1908, le télescope a été partiellement démantelé : un de ses miroirs envoyé au Science Museum de Londres en 1914. Les murs restèrent, ainsi que le tube, le second miroir et le joint de Cardan.
Le télescope a été ré-assemblé entre 1996 et 1998 pour servir d'attraction touristique, bien que, pour des raisons d'assurances, il ne soit pas utilisé pour l'observation.

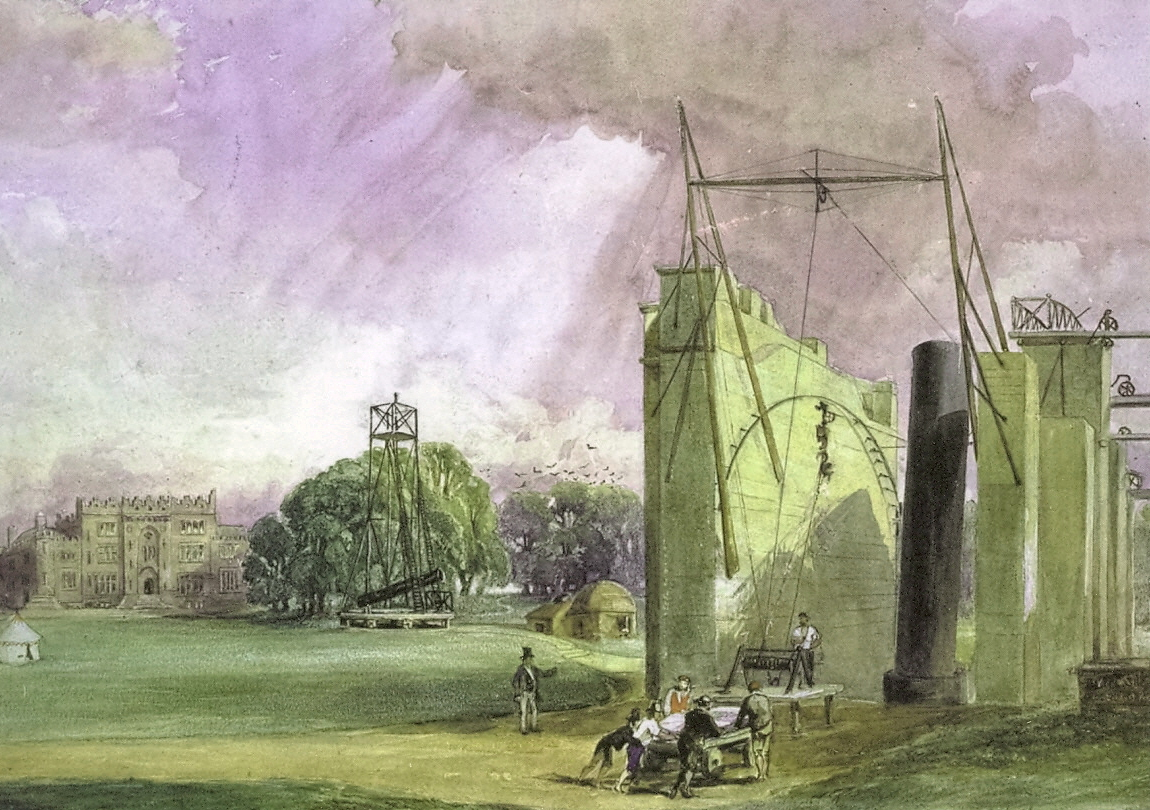
Le château et le télescope en 1845.
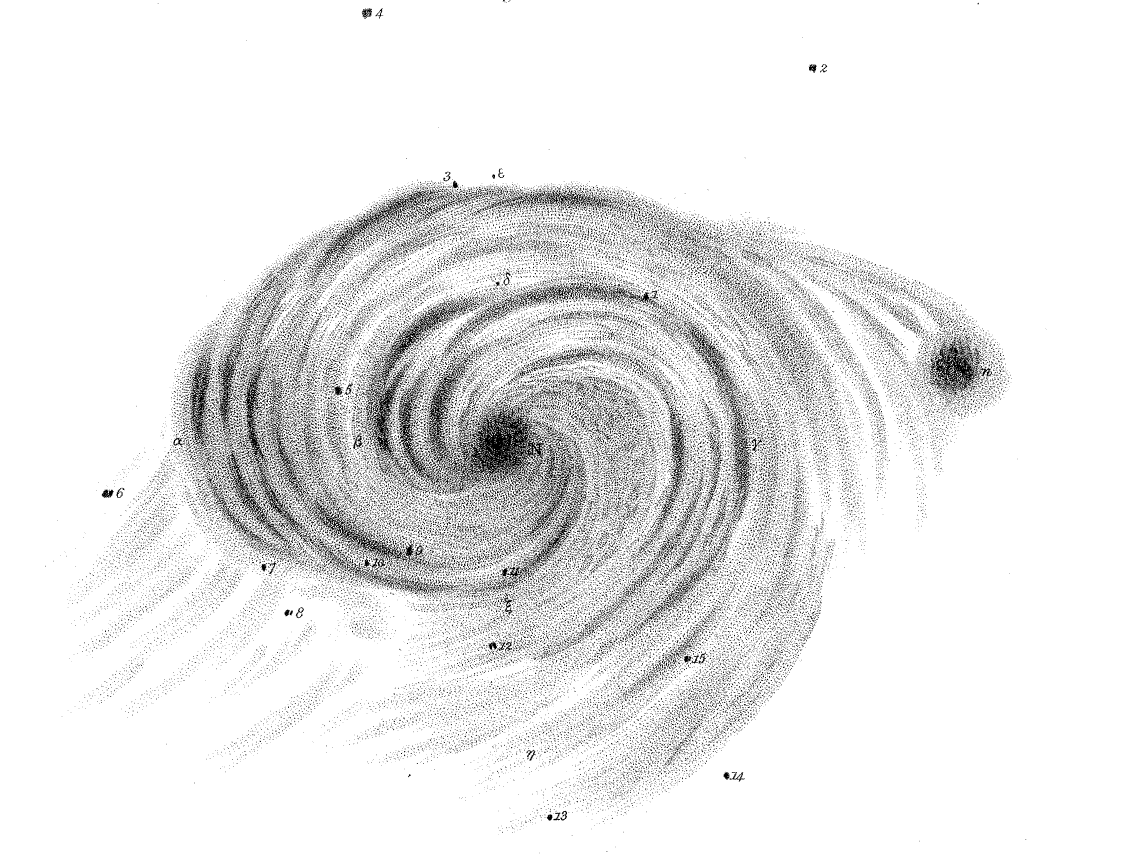
La « galaxie du Tourbillon » M51 telle qu'elle fut publiée par William Parsons en 1850.
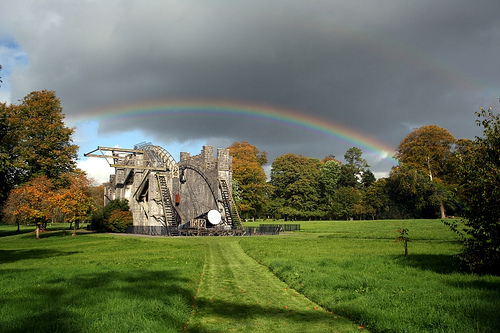
Le télescope reconstruit.
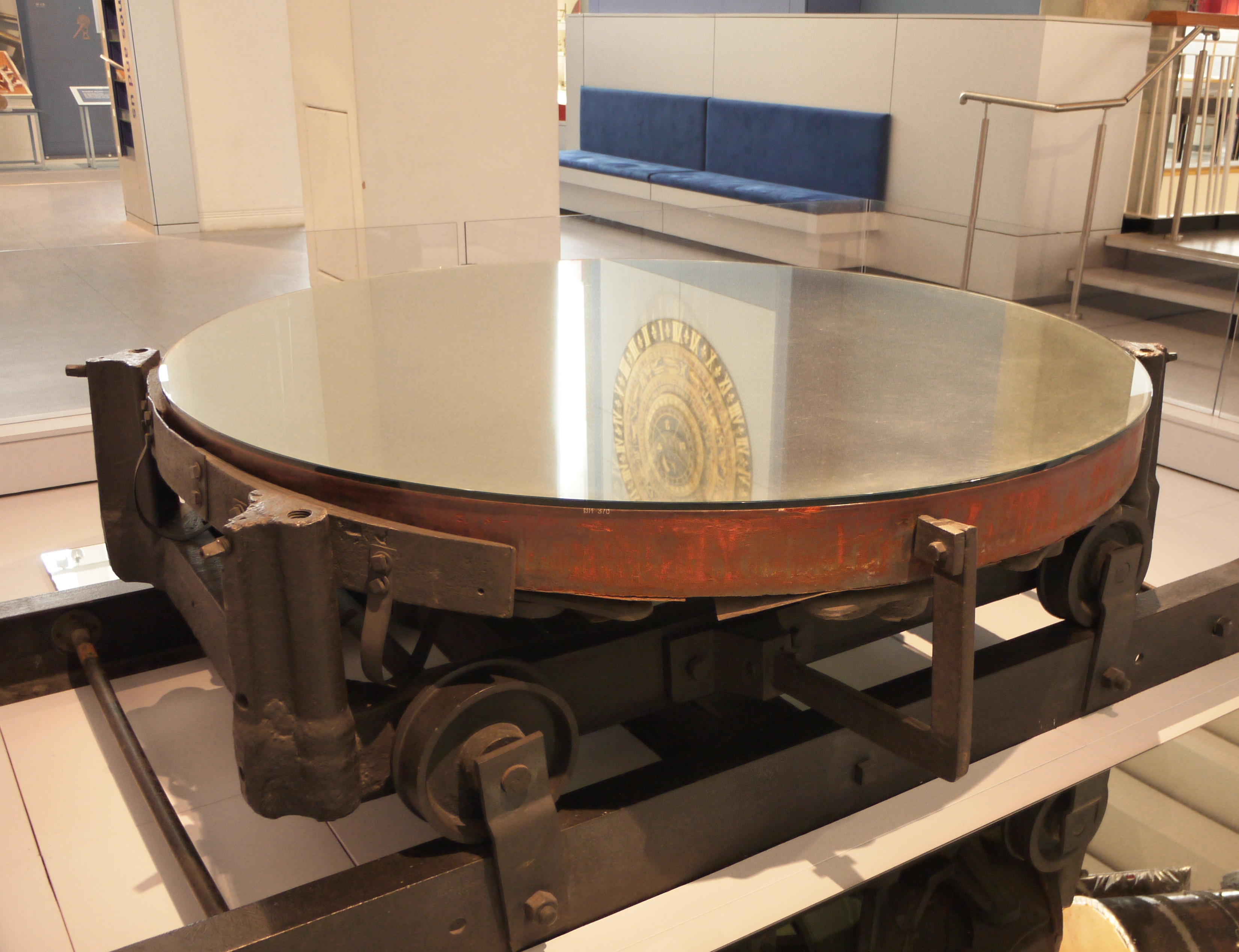
Un des miroirs originaux du télescope.